# Мамаева Слобода

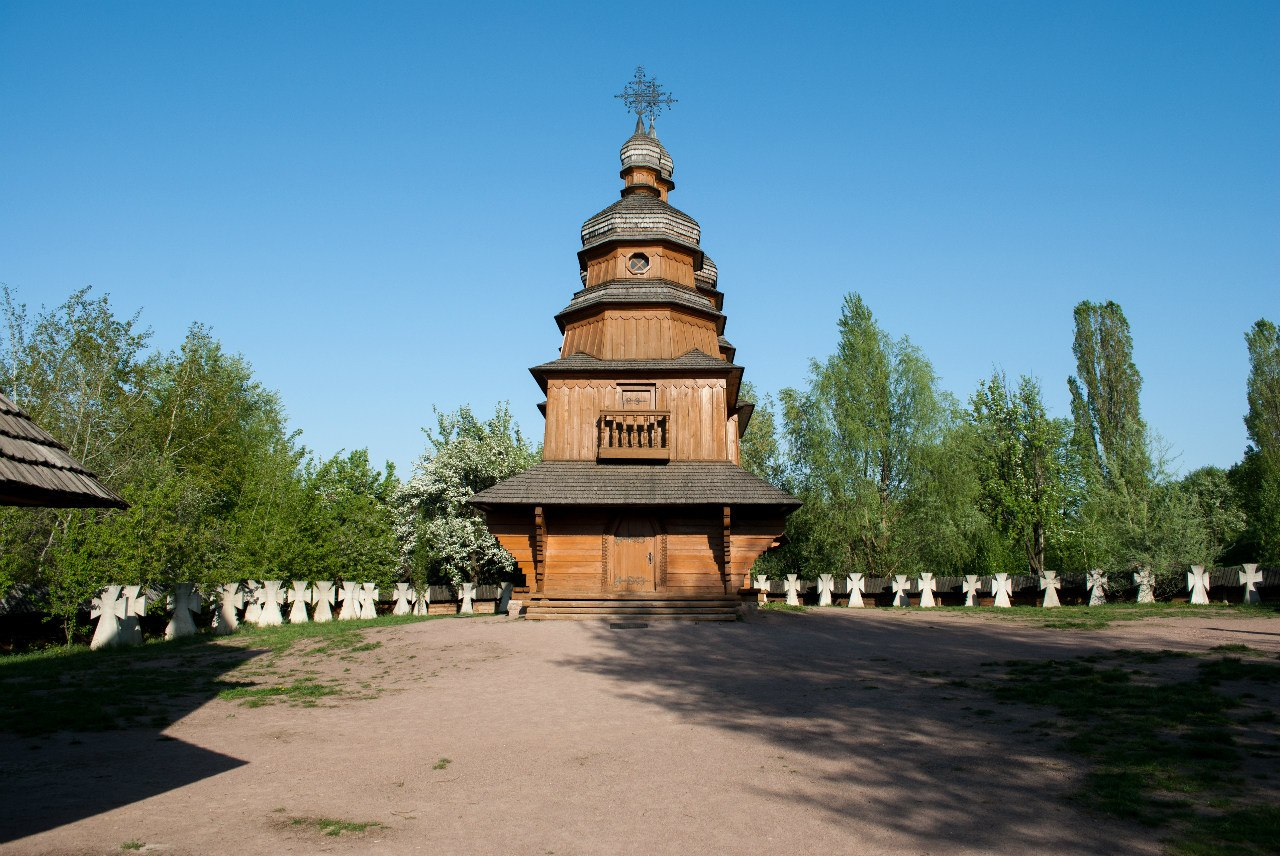
Ставропигийная казацкая церковь Покрова Пресвятой Богородицы

Мамаева слобода — музей под открытым небом в Киеве, был зарегистрирован 9 июля 1990, а 9 июля 2009 года открылся для посетителей. На территории музея расположено 98 объектов.

## Описание
Среди экспонатов музея — усадьба сотника, козака-кузнеца, гончара, козаков-оруженосцев, еврея-лавочника, священника, действующая казацкая церковь. В центре Слободы стоит деревянная церковь Покрова Пресвятой Богородицы, подобная той, которая стояла на Запорожской Сечи во времена Богдана-3иновия Хмельницкого.
Основной целью Слободы является воссоздание украинских обрядов и традиций. Во время национальных и религиозных праздников на территории Мамаевой слободы проходят народные гулянья. Также в слободе можно ознакомиться с особенностями архитектуры и искусства украинского барокко, а также познать особенности жизни и быта украинских казаков.
Для туристов проводятся интерактивные экскурсии, на которых можно примерить настоящий украинский наряд, салютовать с казацкой пушки, обучиться искусству звонаря.
Регулярно проводятся мастер-классы народных промыслов и ремёсел, а также уроки народоведения.

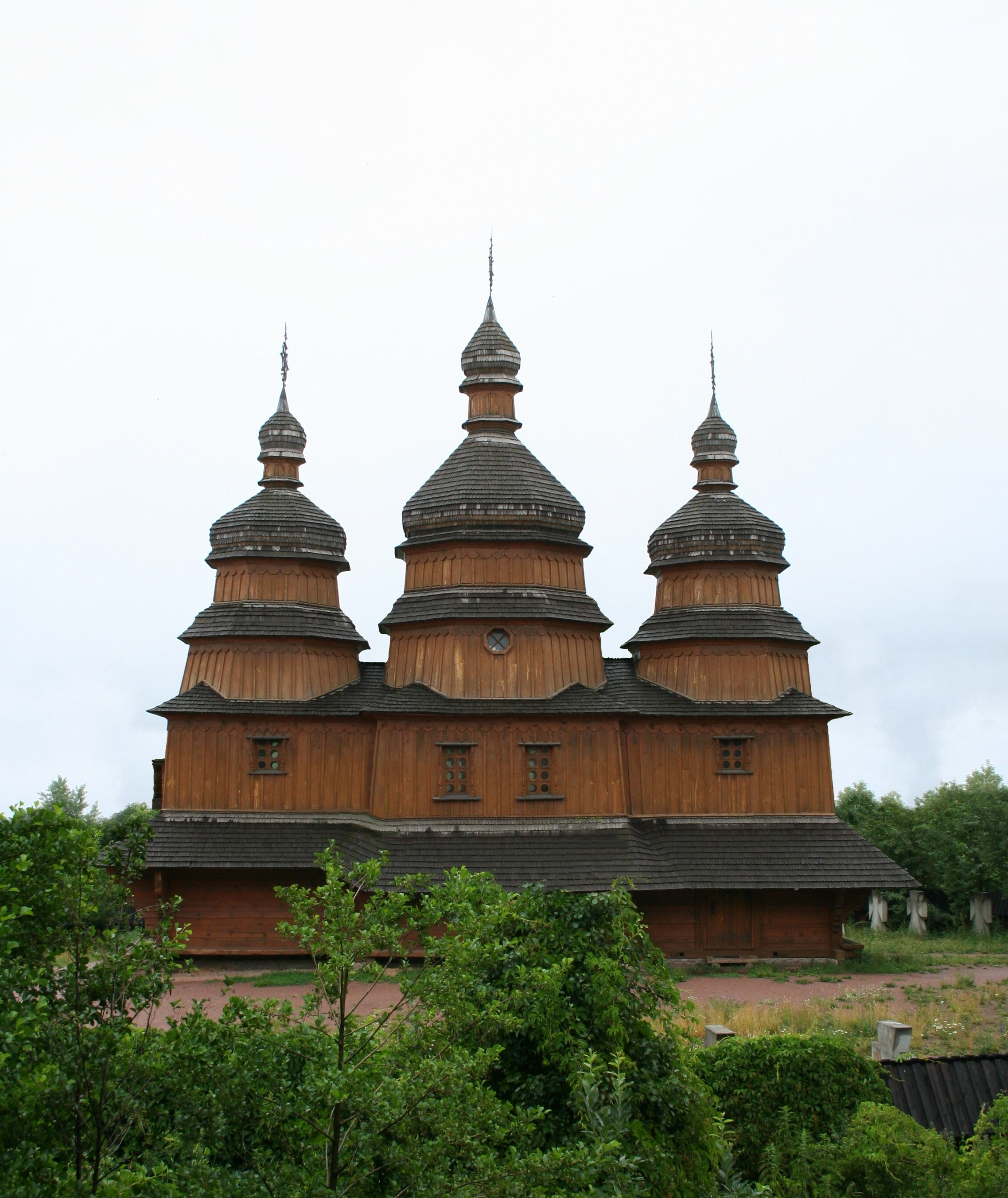
Казацкая церковь

## Интересные факты
- Вся посуда, в которой подаются блюда в местном ресторане, сделана на заказ по историческим образцам и старинным технологиям.

## Галерея

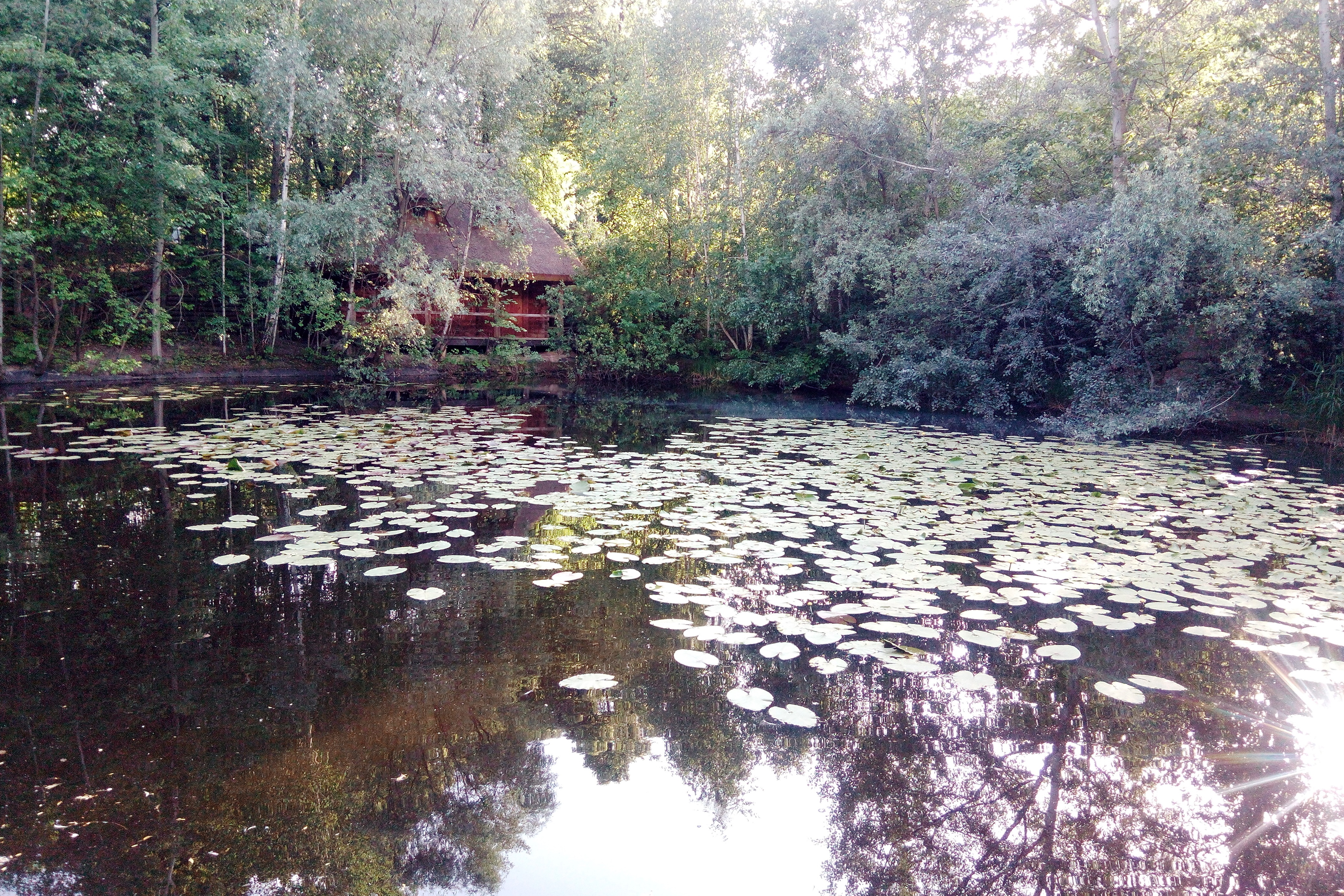
Озеро "Красавица"
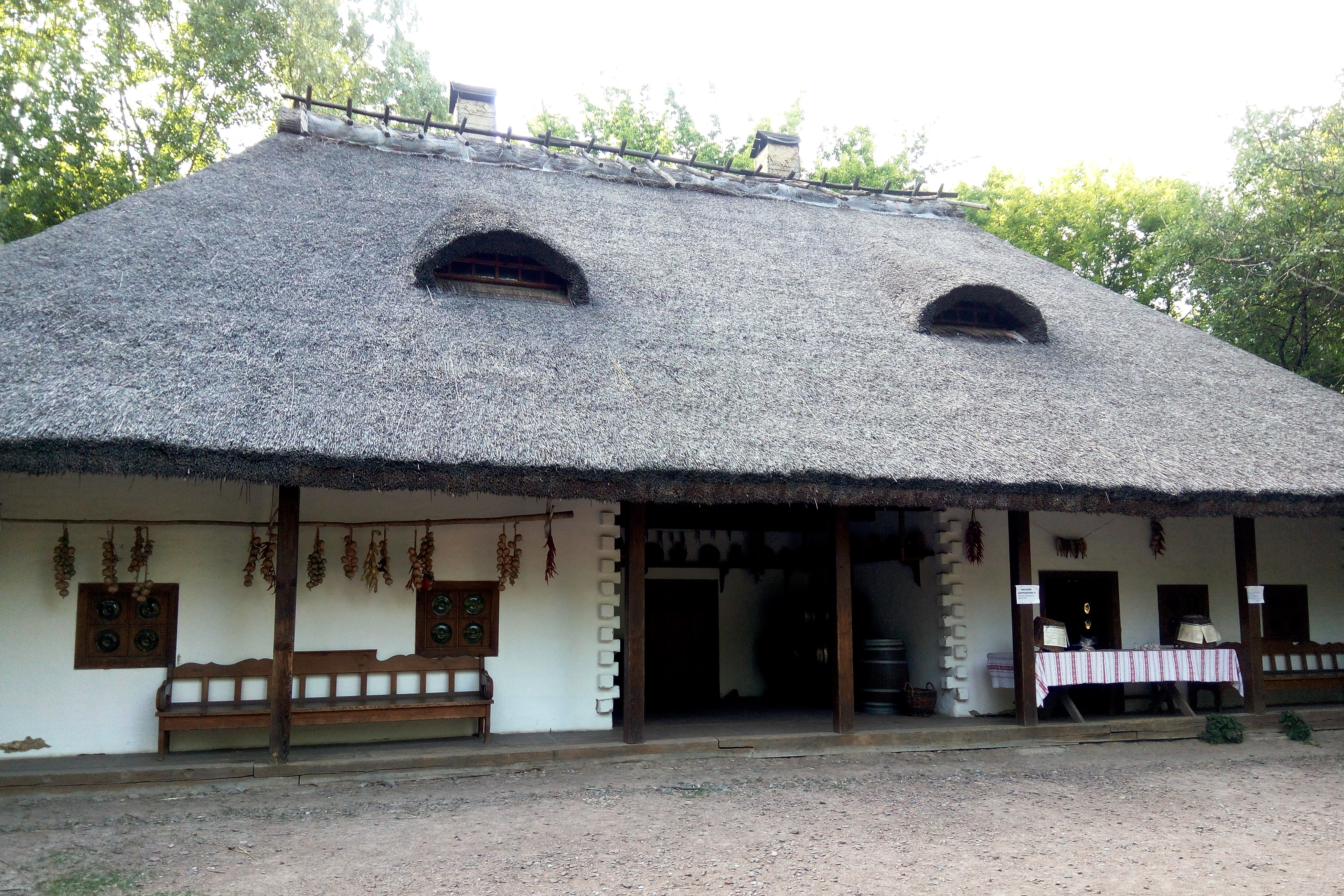
Шинок "Коса над чаркой"
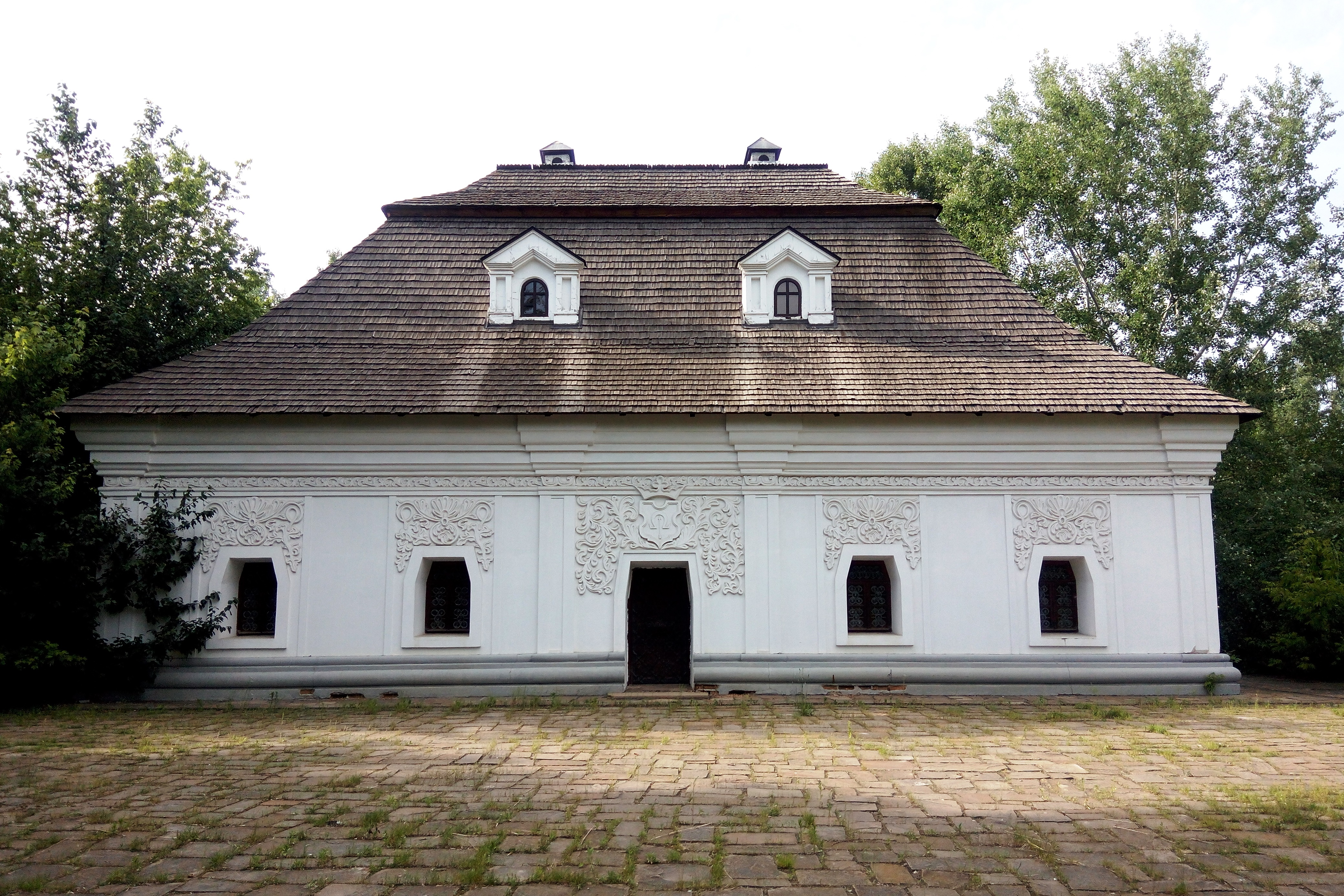
Каменный дом казацкого старшины
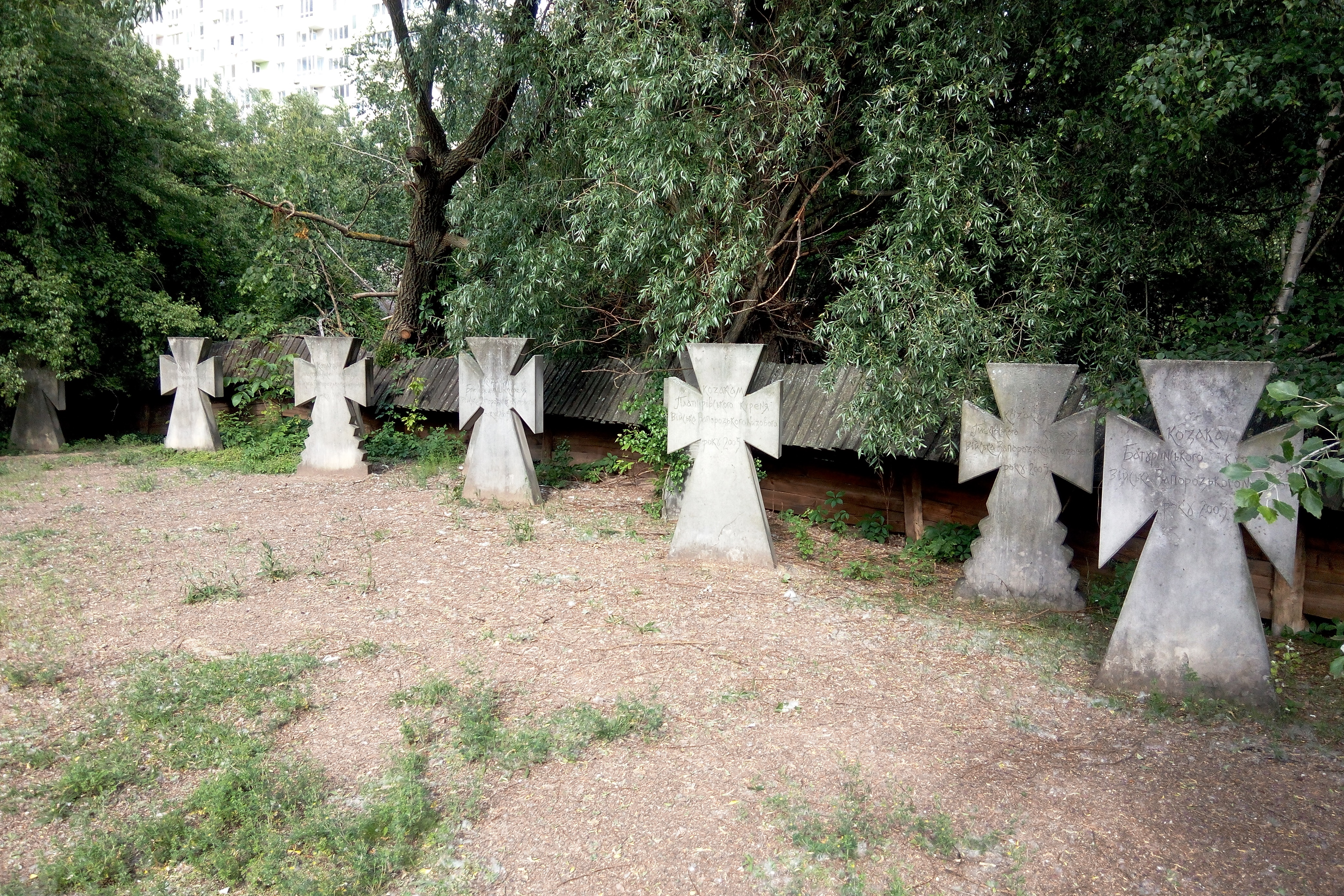
Казацкие кресты куреней Войска Запорожского Низового, 2005 г.